# Svenskbibel
Svenskbibel är en svensk bibelöversättning lanserad 2009, då med Nya Testamentet. Hela Bibeln blev klar 2023. Översättningen har (2023) inte givits ut i tryckt form, utan nås på sin webb-plats, svenskbibel.se.
Översättningens målgrupp är vanliga kristna i olika kyrkor och samfund och de som nyligen kommit till tro, och vinnlägger sig om att "undvika otidsenliga ord och begrepp och svårförståeliga formuleringar". Några exempel är att ord som avser pengar, tid, längd och vikt omvandlas till svenska förhållanden och att sjukdomen "spetälska" anges med det numera medicinskt rekommenderade ordet lepra/leprasjuk. Det grekiska ordet telones som i andra sammanhang översatts till exempel som "publikan" eller "tullindrivare" översätts med "skatteindrivare", och ordet doulos översätts i flera sammanhang som "slav" istället för "tjänare".
Ett utmärkande drag vad gäller Gamla Testamentet är översättningen Jahve, som ibland används då gudsnamnet JHVH förekommer i grundtexten. 
Översättningen är gjord av Ragnar Blomfelt, som på 1980/90-talet var en av medarbetarna bakom Svenska Folkbibeln.
Blomfelt anger att han "tar avstånd från bibelkritik/liberalteologi och från sekulära värderingar som möter motstånd i Guds ord".